# Mormodes salvadorensis
Mormodes salvadorensis är en orkidéart som beskrevs av Fritz Hamer och Leslie Andrew Garay. Mormodes salvadorensis ingår i släktet Mormodes och familjen orkidéer. Inga underarter finns listade i Catalogue of Life.